# Ilija Bozoljac
Ilija Bozoljac, serb. Илија Бозољац (ur. 2 sierpnia 1985 w Aleksandrovacu) – serbski tenisista, reprezentant w Pucharze Davisa.

## Kariera tenisowa
Jako zawodowy tenisista Bozoljac występuje od 2002 roku.
W 2006 roku po raz pierwszy zagrał w zawodach wielkoszlemowych, dochodząc do 2 rundy French Open. Wyeliminował Borisa Pašanskiego, a poniósł porażkę z Tommym Robredo.
Od 2003 roku reprezentuje Serbię w Pucharze Davisa.
W rankingu gry pojedynczej Bozoljac najwyżej był na 101. miejscu (29 stycznia 2007), a w klasyfikacji gry podwójnej na 99. pozycji (22 lutego 2016).